# Finale UEFA Women's Champions League 2024
De UEFA Women's Champions Leaguefinale van het seizoen 2023/24 was de 23ste eindstrijd van het primaire toernooi van het Europees clubvoetbal voor vrouwen en de 15de sinds de naamsverandering. De voetbalwedstrijd werd op 25 mei 2024 gespeeld tussen de Spaanse titelverdediger FC Barcelona en het Franse Olympique Lyonnais in het San Mamés te Bilbao met Rebecca Welch als scheidsrechter. FC Barcelona handhaafde haar titel door via doelpunten van Aitana Bonmatí en Alèxia Putellas met 2–0 te winnen en plaatste zich voor de UEFA Women's Champions League 2024/25.

## Organisatie
Op 16 juli 2021 wees de UEFA het San Mamés in Bilbao aan als stadion voor de UEFA Women's Champions Leaguefinale van 2024, alsook voor de UEFA Europa Leaguefinale van 2025, als erkenning van inspanningen en investeringen voor de organisatie van wedstrijden op het EK 2020, die uiteindelijk wegens coronamaatregelen niet in Bilbao werden gespeeld. Eerder werden de UEFA Women's Champions Leaguefinales van 2010 en 2020 in Spanje gespeeld.
De UEFA stelde op 13 mei 2024 de Engelse Rebecca Welch aan als scheidsrechter voor de finale. Eerder was zij vierde official bij de finale van de UEFA Women's Champions League in 2023. In het UEFA Women's Champions League-seizoen 2023/24 floot zij zes eerdere wedstrijden. Welch wordt geassisteerd door haar landgenoten Natalie Aspinall en Emily Carney als assistenten en de Kroaat Ivana Martinčić als vierde official. De Engelsman Stuart Attwell werd aangesteld als videoscheidsrechter, gesteund door de Duitse Katrin Rafalski en de Hongaarse Katalin Kulcsár.

## Voorgeschiedenis
FC Barcelona speelde vier eerdere UEFA Women's Champions Leaguefinales, waarvan die van 2021 en 2023 werden gewonnen en die van 2019 en 2022 verloren gingen. Geen andere Spaanse club speelde ooit de finale. Olympique Lyonnais speelde tien keer eerder de finale van het toernooi, waarvan die in 2011, 2012, 2016, 2017, 2018, 2019, 2020 en 2022 gewonnen werden en die van 2010 en 2013 verloren gingen. In totaal wonnen Franse clubs acht en verloren zij vier finales van het toernooi.
Twee keer eerder ging de UEFA Women's Champions Leaguefinale tussen een Spaanse club en een Franse club, in 2019 en 2022. In beide gevallen won Olympique Lyonnais van FC Barcelona. Daarnaast troffen beide clubs elkaar in de kwartfinales in 2018. Olympique Lyonnais won toen beide wedstrijden. FC Barcelona won in totaal 1 en verloor 7 van zijn 10 eerdere wedstrijden tegen Franse clubs in de UEFA Women's Champions League, waarvan de finale van 2022 tegen Olympique Lyonnais de recentste was. Olympique Lyonnais won in totaal alle acht zijn eerdere wedstrijden tegen Spaanse clubs in de UEFA Women's Champions League, waarvan de finale van 2022 tegen FC Barcelona de recentste was.
Sinds de naamsverandering van het toernooi werd de finale twee keer eerder gespeeld in het land van een van de finalisten, in 2012 en 2015. FC Barcelona-trainer Jonatan Giráldez trainde FC Barcelona eerder in de UEFA Women's Champions Leaguefinales van 2022 en 2023. Olympique Lyonnais-trainster Sonia Bompastor leidde Olympique Lyonnais eerder in de UEFA Women's Champions Leaguefinale van 2022.

## Weg naar de finale
| Pos | Team                | Wed | Ptn |
| --- | ------------------- | --- | --- |
| 1   | FC Barcelona        | 6   | 16  |
| 2   | SL Benfica          | 6   | 9   |
| 3   | Eintracht Frankfurt | 6   | 7   |
| 4   | FC Rosengård        | 6   | 1   |

| Pos | Team            | Wed | Ptn |
| --- | --------------- | --- | --- |
| 1   | Olympique Lyon  | 6   | 14  |
| 2   | SK Brann        | 6   | 13  |
| 3   | SK Slavia Praag | 6   | 5   |
| 4   | Sankt Pölten    | 6   | 1   |

### FC Barcelona
FC Barcelona plaatste zich als kampioen van de Primera División en als winnaar van de UEFA Women's Champions League voor de groepsfase van de UEFA Women's Champions League. In een groep met SL Benfica, Eintracht Frankfurt en FC Rosengård werd enkel tegen eerstgenoemde tegenstander punten verspeeld, met een 4–4 gelijkspel, waardoor FC Barcelona zich als groepswinnaar plaatste voor de kwartfinales. FC Barcelona werd gekoppeld aan SK Brann. FC Barcelona won de uitwedstrijd met 1–2 en vervolgens het thuisduel met 3–1. De laatste horde naar de finale was Chelsea FC. In het Olympisch Stadion Lluís Companys leed FC Barcelona een 0–1 nederlaag, maar FC Barcelona wist zich een week later te kwalificeren voor de finale door op Stamford Bridge met 0–2 te winnen, dankzij doelpunten van Aitana Bonmatí en Fridolina Rolfö.

### Olympique Lyonnais
Olympique Lyonnais plaatste zich als kampioen van de Division 1 voor de groepsfase van de UEFA Women's Champions League. In een groep met SK Brann, Sankt Pölten en Slavia Praag plaatste Olympique Lyonnais zich voor de kwartfinales ongeslagen groepswinnaar met vier overwinningen en twee gelijke spelen. Er werden 0–9 en 0–7 overwinningen geboekt op Slavia Praag en Sankt Pölten. Olympique Lyonnais werd gekoppeld aan SL Benfica. Olympique Lyonnais won de uitwedstrijd met 1–2 en vervolgens het thuisduel met 4–1. De laatste horde naar de finale was Paris Saint-Germain. In het Frans onderonsje in het Parc Olympique Lyonnais draaide Olympique Lyonnais een 0–2 achterstand om in een 3–2 overwinning, waarna het zich kwalificeerde voor de finale door ook in het Parc des Princes te winnen, met 1–2.

## Wedstrijd

### Verloop
In de eerste helft werd een doelpoging van Salma Paralluelo gestopt door Christiane Endler, kopte Lucy Bronze uit een hoekschop op haar eigen lat en schoot Caroline Graham Hansen voorlangs. Vlak na de rust schoot Wendie Renard over het doel. In de 63ste minuut opende Aitana Bonmatí de score op aangeven van Mariona Caldentey met een van richting veranderd schot. In de slotfase stuitte Caroline Graham Hansen op Selma Bacha en eindigde een schot van Kadidiatou Diani vlak boven de lat voordat Alèxia Putellas het duel besliste met een hoog schot op aangeven van Clàudia Pina.

### Details
|                           |                            |               |                    | |
| 25 mei 2024 18:00 (UTC+2) | FC Barcelona               | 2 – 0 (0 – 0) | Olympique Lyonnais | Stadion: San Mamés, Bilbao Toeschouwers: 50.827 Scheidsrechter: Rebecca Welch Assistenten: Natalie Aspinall Assistenten: Emily Carney Vierde official: Ivana Martinčić Vijfde official: Branislav Hancko Video-assistenten: Stuart Attwell Video-assistenten: Katalin Kulcsár (SVAR) AVAR: Katrin Rafalski Speler van de wedstrijd: Alèxia Putellas |
| 25 mei 2024 18:00 (UTC+2) | Bonmatí 63' Putellas 90+5' | Verslag       |                    | Stadion: San Mamés, Bilbao Toeschouwers: 50.827 Scheidsrechter: Rebecca Welch Assistenten: Natalie Aspinall Assistenten: Emily Carney Vierde official: Ivana Martinčić Vijfde official: Branislav Hancko Video-assistenten: Stuart Attwell Video-assistenten: Katalin Kulcsár (SVAR) AVAR: Katrin Rafalski Speler van de wedstrijd: Alèxia Putellas |
| 25 mei 2024 18:00 (UTC+2) |                            |               |                    | Stadion: San Mamés, Bilbao Toeschouwers: 50.827 Scheidsrechter: Rebecca Welch Assistenten: Natalie Aspinall Assistenten: Emily Carney Vierde official: Ivana Martinčić Vijfde official: Branislav Hancko Video-assistenten: Stuart Attwell Video-assistenten: Katalin Kulcsár (SVAR) AVAR: Katrin Rafalski Speler van de wedstrijd: Alèxia Putellas |
| 25 mei 2024 18:00 (UTC+2) |                            |               |                    | Stadion: San Mamés, Bilbao Toeschouwers: 50.827 Scheidsrechter: Rebecca Welch Assistenten: Natalie Aspinall Assistenten: Emily Carney Vierde official: Ivana Martinčić Vijfde official: Branislav Hancko Video-assistenten: Stuart Attwell Video-assistenten: Katalin Kulcsár (SVAR) AVAR: Katrin Rafalski Speler van de wedstrijd: Alèxia Putellas |
|                           |                            |               |                    | |

| FC Barcelona | Olympique Lyonnais |

| DM               | 13 | Cata Coll              |             |
| RA               | 15 | Lucy Bronze            |             |
| CV               | 02 | Irene Paredes          |             |
| CV               | 23 | Ingrid Engen           |             |
| LA               | 16 | Fridolina Rolfö        | 66'         |
| CM               | 14 | Aitana Bonmatí         |             |
| CM               | 21 | Keira Walsh            | 90+2'       |
| CM               | 12 | Patricia Guijarro      |             |
| RB               | 10 | Caroline Graham Hansen |             |
| SP               | 07 | Salma Paralluelo       | 85'         |
| LB               | 09 | Mariona Caldentey      | 90+2'       |
| Wisselspelers:   |    |                        |             |
| DM               | 01 | Sandra Paños           |             |
| DM               | 25 | Gemma Font             |             |
| VD               | 04 | Mapi León              |             |
| VD               | 05 | Jana Fernández         |             |
| VD               | 08 | Marta Torrejón         |             |
| VD               | 22 | Ona Batlle             | 66'         |
| VD               | 34 | Martina Fernández      |             |
| MV               | 11 | Alèxia Putellas        | 90+2' 90+6' |
| MV               | 30 | Vicky López            |             |
| AV               | 06 | Clàudia Pina           | 90+2'       |
| AV               | 19 | Bruna Vilamala         |             |
| AV               | 24 | Esmee Brugts           | 85'         |
| Coach:           |    |                        |             |
| Jonatan Giráldez |    |                        |             |

| DM              | 01 | Christiane Endler    | 90+7' |
| RA              | 12 | Ellie Carpenter      |       |
| CV              | 03 | Wendie Renard        | 70'   |
| CV              | 21 | Vanessa Gilles       | 81'   |
| LA              | 04 | Selma Bacha          |       |
| CM              | 26 | Lindsey Horan        |       |
| CM              | 13 | Damaris Egurrola     |       |
| CM              | 17 | Daniëlle van de Donk | 81'   |
| RB              | 11 | Kadidiatou Diani     |       |
| SP              | 06 | Melchie Dumornay     |       |
| LB              | 20 | Delphine Cascarino   | 63'   |
| Wisselspelers:  |    |                      |       |
| DM              | 16 | Féérine Belhadj      |       |
| DM              | 30 | Laura Benkarth       |       |
| VD              | 05 | Perle Morroni        |       |
| VD              | 18 | Alice Sombath        |       |
| VD              | 24 | Alice Marques        |       |
| VD              | 29 | Griedge Mbock Bathy  |       |
| MV              | 10 | Dzsenifer Marozsán   |       |
| AV              | 07 | Amel Majri           | 63'   |
| AV              | 14 | Ada Hegerberg        | 81'   |
| AV              | 27 | Vicki Bècho          | 81'   |
| Coach:          |    |                      |       |
| Sonia Bompastor |    |                      |       |

### Statistieken
| [ 4 ]              | FC Barcelona | Olympique Lyonnais |
| ------------------ | ------------ | ------------------ |
| Doelpunten         | 2            | 0                  |
| Gele kaarten       | 1            | 2                  |
| Rode kaarten       | 0            | 0                  |
| Wissels            | 4            | 3                  |
| Schoten op doel    | 4            | 2                  |
| Schoten naast doel | 10           | 11                 |
| Overtredingen      | 8            | 12                 |
| Hoekschoppen       | 1            | 5                  |
| Buitenspel         | 1            | 2                  |
| Balbezit (%)       | 58           | 42                 |

## Nasleep
FC Barcelona werd na Olympique Lyonnais en Eintracht Frankfurt de derde club die de UEFA Women's Champions League minstens drie keer won en na Umeå IK, Olympique Lyonnais en VfL Wolfsburg de vierde club die de UEFA Women's Champions League twee jaar op rij won. Jonatan Giráldez werd de zevende trainer die het toernooi meerdere keren won, de eerste Spaanse trainer die dat deed en na Patrice Lair, Ralf Kellermann, Gérard Prêcheur en Reynald Pedros de vijfde trainer die het toernooi twee jaar op rij won. Alèxia Putellas werd door de UEFA benoemd tot Speelster van de Wedstrijd. Het toeschouwersaantal van 50.827 was een record voor een UEFA Women's Champions Leaguefinale.